# Mi de l'Altar d

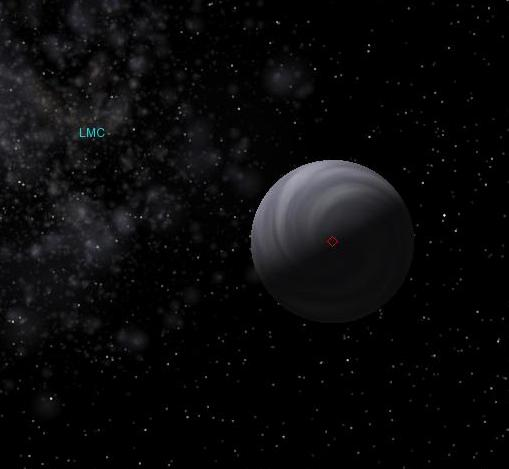
Recreació del planeta.

Mi de l'Altar d (Mi Arae d, μ Ara d), també anomenat HD 160691 d, és un planeta extrasolar que orbita al voltant de l'estrella subgegant Mi de l'Altar. Està situat a la constel·lació de l'Altar, a aproximadament 49.8 anys llum de distància a la Terra. Forma part d'un sistema planetari, amb tres companys més, dels quals, va ser el quart en descobrir-se, i el segon quant a distància al seu estel.

## Descobriment
Aquest planeta extrasolar, va ser descobert el 5 d'agost del 2006, a Xile, Sud-amèrica, principalment pels astrònoms Krzysztof Goździewski, Michel Mayor i Francesco Pepe. La tècnica usada per fer la troballa, la velocitat radial, consisteix a mesurar la influència gravitacional del planeta en el seu estel.

## Característiques
HD 160691 d, té una massa mínima de 0,5219 masses jovianes, o el que seria igual, 165.9 masses terrestres. El seu semieix major, és d'aproximadament 0,9210 ua, o el que seria el mateix, 137 milions de quilòmetres, relativament similar al del tercer planeta del sistema solar, la Terra. La seva excentricitat orbital, de 0,0666, és semblant a la del planeta més lleuger del sistema solar, Saturn. A causa de la distància a la qual orbita al voltant del seu estel, el seu període de rotació, també és semblant al de la Terra, estimadament de 310,55 dies terrestres, que és exactament 0,8502 anys terrestres.

## Habitabilitat
μ Ara, té la característica d'orbitar a una certa distància del seu estel, que fa que aquest planeta extrasolar entri dins de la zona d'habitabilitat planetària de Mi de l'Altar, com un dels seus companys planetaris; Mi de l'Altar b, o un altre planeta extrasolar, 55 Cancri f. A causa de la gegantina massa que posseeix, és pràcticament impossible que sigui un planeta tel·lúric, i per tant, no podria contenir aigua líquida a la seva superfície, un dels principals ingredients per a la vida, encara que, si el ja anomenat planeta tingués un satèl·lit amb certes característiques, podria ser que aquest hipotètic cos que orbitaria al voltant de HD 160691 d, podria contenir algun organisme viu.